# Fandango (film din 1985)
Fandango (titlu original: în engleză Fandango) este un film american de comedie din 1985 scris și regizat de Kevin Reynolds (debut regizoral). Rolurile principale au fost interpretate de actorii Kevin Costner, Judd Nelson și Sam Robards. Inițial, a fost un film studențesc denumit Proof și realizat de Reynolds în timp ce studia la Școala de Film de la University of Southern California, ca o parodie a frățiilor universitare alma mater de la Universitatea Baylor. Deoarece tatăl său erau președinte la Baylor, Reynolds nu a dorit să prezinte instituția baptistă într-o lumină nefavorabilă și a înlocuit-o cu Universitatea din Texas. Filmul este acum un idol clasic.

## Distribuție
- Kevin Costner – Gardner Barnes
- Judd Nelson – Phil Hicks
- Sam Robards – Kenneth Waggener
- Chuck Bush – Dorman
- Brian Cesak – Lester Griffin
- E. G. Daily – Judy
- Marvin J. McIntyre –  Truman Sparks
- Suzy Amis – Debbie
- Glenne Headly – Trelis
- Stanley Grover –  tatăl lui Phil
- Jane A. Johnston – mama lui Phil
- Marco Perella – Jester
- Pepe Serna – mecanic la benzinărie